# Featurette
Featurette è un termine utilizzato nell'industria cinematografica statunitense che indica un film di lunghezza pari ad approssimativamente tre quarti di una bobina, o di durata pari a circa 20-44 minuti.

## Definizione
Oggi il termine featurette è utilizzato soprattutto per indicare un breve documentario che presenta uno o più aspetti del processo di creazione di un film, spesso incluso come contenuto speciale nella versione per la vendita del film stesso (DVD, Bluray, ecc.).
Una featurette, in questo senso, è spesso un'intervista agli attori o al cast tecnico, un documentario sulla realizzazione degli effetti speciali, un "dietro le quinte" oppure una raccolta di scene inedite o tagliate. Queste ultime possono essere scene non utilizzabili per via della presenza di errori di recitazione o tecnici, chiamati in inglese blooper (o outtake).
In generale le featurette contenute nei DVD hanno una durata ridotta, spesso inferiore ai 20 minuti.